# Cantón de Labastide-Murat
El cantón de Labastide-Murat era una división administrativa francesa, que estaba situada en el departamento de Lot y la región de Mediodía-Pirineos.

## Composición
El cantón estaba formado por once comunas:
- Beaumat
- Caniac-du-Causse
- Fontanes-du-Causse
- Ginouillac
- Labastide-Murat
- Lunegarde
- Montfaucon
- Saint-Sauveur-la-Vallée
- Séniergues
- Soulomès
- Vaillac

## Supresión del cantón de Labastide-Murat
En aplicación del Decreto n.º 2014-154 de 13 de febrero de 2014, el cantón de Labastide-Murat fue suprimido el 22 de marzo de 2015 y sus 11 comunas pasaron a formar parte; seis del nuevo cantón de Meseta y Valles y cinco del nuevo cantón de Meseta y Bouraine.